# Thomas Doherty
Thomas Anthony Doherty (Edimburgo, 21 aprile 1995) è un attore e cantante britannico.

## Biografia
Ha lavorato come modello, per poi lavorare presso un ristorante, prima di acquisire ruoli importanti in vari prodotti Disney. Ha frequentato la MGA Academy of Performing Arts nel 2015.

### Carriera
Doherty ha iniziato la sua carriera come attore nel 2013, con il film Bunch of Mad Stuff.
Nel 2016 entra a far parte del cast di The Lodge dove interpreta Sean, uno dei protagonisti. Durante lo stesso anno, prende parte a Descendants 2 diretto da Kenny Ortega insieme ad altri attori come Dove Cameron, Cameron Boyce, Sofia Carson e Booboo Stewart. Nel 2017 entra nel cast del film High Strung: Free Dance, uscito nel 2018.
Nel 2019 appare nella seconda stagione di Legacies. Nel 2021 è protagonista della nuova versione di Gossip Girl.

### Vita privata
L'attore ha avuto una relazione con l'attrice e cantante Dove Cameron da dicembre 2016 a ottobre 2020.

## Filmografia

### Cinema
- Bunch of Mad Stuff, regia di Julius Guzy, Sara Anderson, Marian Blair, Joe Brennan, Gillian Kennedy e Eddie Kerr – cortometraggio (2013)
- The First Time, regia di Kent Hugo – cortometraggio (2016)
- New York Academy - Freedance (High Strung: Free Dance), regia di Michael Damian (2018)
- Dove Cameron, Sofia Carson, Booboo Stewart, Cameron Boyce, Thomas Doherty, China Anne McClain, Dylan Playfair: Night Falls – cortometraggio (2019) uscito in home video
- The Ceremony - Invito mortale (The Invitation), regia di Jessica Thompson (2022)

### Televisione
- Dracula – serie TV, 1 episodio (2013)
- Descendants 2: It's Going Down – cortometraggio TV (2017)
- Descendants 2, regia di Kenny Ortega – film TV (2017)
- The Lodge – serie TV, 25 episodi (2016-2017)
- Under the Sea: A Descendants Short Story, regia di Hasraf Dulull – cortometraggio TV (2018)
- Descendants 3, regia di Kenny Ortega – film TV (2019)
- Caterina la Grande (Catherine the Great), regia di Philip Martin – miniserie TV, 3 puntate (2019)
- Legacies – serie TV, 10 episodi (2019-2020)
- High Fidelity – serie TV, 3 episodi (2020)
- Gossip Girl – serie TV, 22 episodi (2021-2023)
- Girls5eva – serie TV, 3 episodi (2024)

## Doppiatori italiani
Nelle versioni in italiano delle opere in cui ha recitato, Thomas Doherty è stato doppiato da:
- Emanuele Ruzza in The Lodge, Descendants 2, Descendants 3, Legacies, The Invitation
- Alessandro Campaiola in Gossip Girl, Tell Me Lies
- Sacha Pilara in New York Academy - Freedance
- Flavio Aquilone in Caterina la Grande